# Hoshanna Rabba
Pour les articles homonymes, voir Hosanna (homonymie).
Hoshanna Rabba (hébreu : הושענא רבה, « Grande Hoshanna ») est le septième et dernier jour de la fête juive de Souccot.
Célébrée au moins depuis l'époque du Second Temple avec un rituel particulier, la fête acquiert ensuite un caractère et une importance propres jusqu'à devenir, sous l'impulsion de la Kabbale, le dernier des Jours redoutables, au cours duquel le jugement rendu à Roch Hachana et consigné à Yom Kippour est scellé et entre en vigueur.

## Hoshanna Rabba dans les sources juives

### Dans la littérature des Sages
Hoshanna Rabba n'apparaît pas dans la Bible hébraïque. Cependant, lorsque la Mishna décrit son ordonnance, il s'agit d'un rite déjà bien établi, en vigueur depuis l'époque des premiers Hasmonéens voire plus tôt. Les Pharisiens, et certains rabbins après eux, la font remonter aux prophètes (peut-être sur base d'Aggée 2:1-9) voire à Moïse sur le Sinaï.
Les Juifs célébrant Souccot dans l'enceinte du Temple de Jérusalem effectuent non pas une circambulation autour de l'autel comme il est de coutume les autres jours de la fête mais sept, en souvenir des circambulations de Jéricho. Au cours de ces circambulations, le cri hoshanna retentit joyeusement sept fois. Outre les quatre espèces avec lesquelles on défile chaque jour de Souccot, ils cueillaient des branches de saule à Motza, une localité aux environs de Jérusalem, et les déposaient sur les côtés de l'autel après les avoir battues au sol. C'est pourquoi on appelait ce jour, à l'époque de la Mishna, yom hashevi'i shel arava (« le septième jour de la branche de saule ») ou yom hibbout 'harayot (« jour du battage des rameaux »). Cette cérémonie peut aussi avoir lieu à chabbat, ce qui suscitait des controverses avec les Bœthusiens.
Les premières mentions du nom « Hoshanna Rabba » apparaissent dans le Midrash :

« À Rosh Hashana, tous ceux qui vont dans le monde passent devant Lui comme un troupeau et [les enfants d']Israël passent aussi devant Lui avec ceux qui vont dans le monde. Les ministres (angéliques) des nations du monde disent [alors] : « Nous avons triomphé et remporté le jugement » et nul ne sait qui a triomphé, Israël ou les nations du monde…
Comme le premier jour férié de la Fête arrive et que tout Israël, grands et petits, portent leur loulav (branche de palme) dans la main droite et leur etrog (cédrat) dans la main gauche, tous savent immédiatement qu'Israël a remporté le jugement.
Comme arrive le jour de la Hoshanna Rabba (Grande Hoshanna), qu'on prend les branches de saule et qu'on fait sept processions pendant que le chantre de l'assemblée se tient tel un ange de Dieu, un Livre de Torah au bras, et que le peuple tourne autour de lui à l'image de l'autel … les anges du service [divin] se réjouissent et disent : « [les enfants d']Israël ont gagné, [les enfants d']Israël ont gagné, le rejeton d’Israël ne mentira pas et ne regrettera pas ! »

Cette association de Hoshanna Rabba au jugement trouve vraisemblablement son origine dans un enseignement des Sages : « lors de la Fête, le monde est jugé sur l'eau » car Souccot marque le début de la saison des pluies. De cet enseignement découle la cérémonie de la libation d'eau au cours de laquelle l'eau est puisée dans le Shiloah pour être amenée au Temple au cours des sept jours de Souccot. Plus les jours passent, plus la joie est grande, culminant lors du dernier jour car il est clair que si elle est remplie, l'abondance des eaux est assurée.
Le Talmud de Jérusalem, rédigé vers la même époque, confirme que cette fête n'a rien perdu de son lustre avec la chute du second Temple : elle est, avec le jour où l'on souffle du shofar, le seul jour où tous se rendent à la synagogue. Cependant, selon une tradition couramment rapportée par les autorités médiévales, Hillel II a configuré le calendrier hébreu de façon que Hoshanna Rabba ne puisse plus avoir lieu à chabbat, en empêchant la néoménie du mois de tishri d'avoir lieu le premier jour de la semaine.

### Dans la littérature médiévale
La coutume de réaliser les processions autour de l'estrade de lecture prend sa forme définitive à l'ère des gueonim tandis que Yannaï et son disciple Eleazar Hakalir composent les pièces liturgiques chantées lors des processions conçues pour accompagner les hoshaanot et appelées elles-mêmes de ce nom. 
L'aura déjà considérable de Hoshanna Rabba acquiert également au cours de cette période une dimension encore plus solennelle : des pèlerins effectuaient le voyage depuis Babylone vers Jérusalem et faisaient sept processions autour du mont des Oliviers, ressuscitant brièvement la glorieuse époque des fêtes de pèlerinage du second Temple. Haï Gaon lui-même effectua ce pèlerinage et dit y avoir conversé avec le prophète Élie. 
Les autorités mettaient à profit ce rassemblement populaire pour proclamer de grandes mesures. C'est à Hoshanna Rabba de l'année julienne 920 qu'Aaron ben Meïr, Rosh yeshiva des académies de la terre d'Israël, annonce sa réforme qui donnera lieu à la dispute du calendrier et que les Karaïtes sont publiquement excommuniés, dans la première moitié du XIe siècle.
Du fait de cette atmosphère et de la ferveur des fidèles, Hoshanna Rabba, jour du jugement sur les eaux, devient un jour de jugement général ou, plus exactement, de jugement finalisé. Si certains indiquent encore que « tout entre en vigueur après la signature car la vie de l'homme dépend de l'eau », d'autres n'évoquent plus que le « jour du grand sceau » ou le jour de la « fin du jugement du monde ». Un midrash médiéval rapporte que Dieu dit à Abraham : « Je vais donner à tes fils un jour particularisé pour couvrir toutes leurs fautes, c'est Hoshanna Rabba … s'il n'y a pas recouvrement des fautes pour tes fils à Rosh Hashana, il aura lieu à Yom Kippour et sinon, il se fera à Hoshanna Rabba ». 
De nombreuses coutumes se développèrent dans la veine de cette idée, parmi lesquelles la vérification de l'ombre, ultérieurement découragée par les rabbins, et basée sur la croyance apparue au XIIIe siècle que la personne qui n'aperçoit pas l'ombre de sa tête la nuit de Hoshanna Rabba ne passera pas l'année car le jugement fatal consigné à Yom Kippour lui est confirmé. De même, la nuit d'étude, décrite par David Aboudirham au XIVe siècle comme une opportunité permettant au tout-venant d'étudier la Bible avant la fête de la Torah (qui se tient un ou deux jours plus tard) devient, sous l'influence des kabbalistes de Safed, consacrée au repentir et à la prière, sous le nom de Tikkoun leil Hoshanna Rabba (« [Cérémonie d'amendement de la veille de Hoshanna Rabba »).

## Observance de Hoshanna Rabba dans le judaïsme rabbinique

### Statut

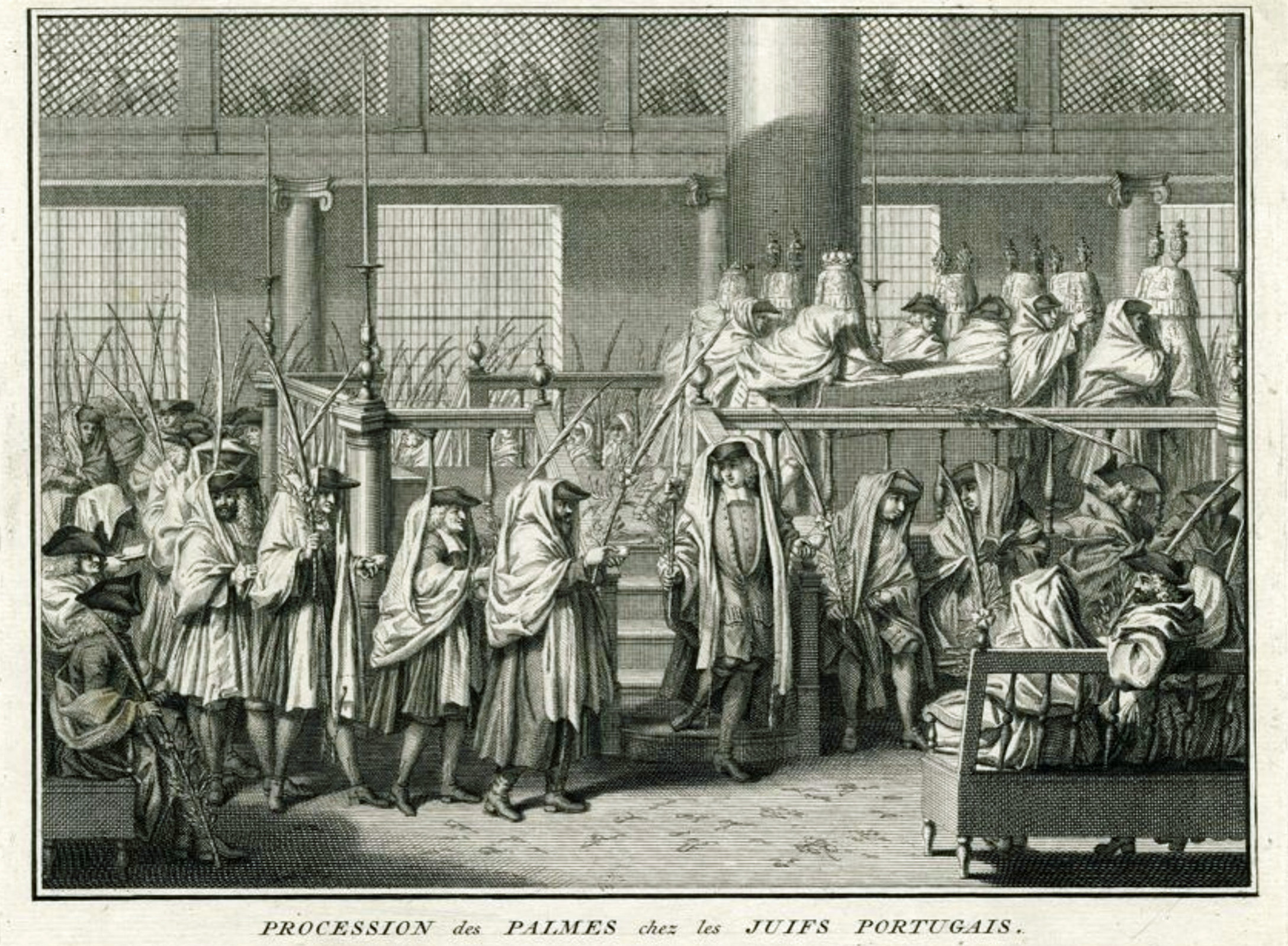
« Procession des Palmes chez les Juifs Portugais » lors de Hoshana Rabbah (Picart, 1724)

Hoshanna Rabba présente un caractère pluriel le rendant unique parmi les jours saints du judaïsme. Il assume en effet un caractère à la fois joyeux et grave, outre le fait d'être le dernier jour de Souccot. 
Cette diversité se marque dans ses différentes coutumes et sa liturgie, joyeuse comme un jour de fête mais non exempte de caractéristiques propres aux Jours redoutables comme l'allumage de nombreuses bougies, l'ablution complète à la veille de la fête et, chez les ashkénazes, l'utilisation d'une tunique de lin par l'officiant (ainsi que par certains fidèles) ; par ailleurs, on observe des coutumes spécifiques à ce jour, comme la déliaison du faisceau des quatre espèces et la procession avec les branches de saule.

### Tikkoun leil Hoshanna Rabba
La veillée d'étude de Hoshanna Rabba a lieu de la nuit à l'office de prières du matin. Elle est diversement observée au cours du temps.
Le Shl"a décrit l'usage en cours de son temps parmi certaines communautés en terre d'Israël de remplacer la lecture habituelle de l'ensemble du Pentateuque par celle de hoshaanot  et de bakkashot particulières et d'y ajouter des passages pénitentiels en soufflant du shofar lors de la lecture des treize attributs de miséricorde afin d'éveiller les cœurs au repentir. Afin de pouvoir s'y consacrer entièrement, ces Juifs réalisent leurs ablutions la journée précédant Hoshanna Rabba.
De nos jours, il est plus commun d'étudier le Deutéronome et le Livre des Psaumes ou d'employer des rituels spécialement rédigés pour cette occasion ), également appelés Tikkoun leil Hoshanna Rabba.

### Rite et liturgie
Hoshanna Rabba étant le dernier jour du hol hamoëd de Souccot, sa liturgie de base comporte l'insertion de la prière yaalè vèyavo dans la prière des dix-huit bénédictions, la lecture du Hallel accompagnée de hoshaanot, une lecture de la Torah spéciale et un office de prière supplémentaire (moussaf).
Elle se différencie de ces jours par de nombreux hymnes joyeux, propres aux jours de fête (Psaumes 86, 100, etc.), l'omission de passages sévères et la longueur des hoshaanot, à laquelle elle doit son nom. Chez les ashkénazes, l'officiant chante également le kaddish suivant l'office de moussaf sur le ton employé lors des jours de fête et, comme en ces jours, il est de coutume de ne pas réaliser d'activités pour des besoins profanes après être sorti de la synagogue.
Cependant, différentes coutumes marquent aussi la solennité du jour pendant lequel sont rendus selon la tradition non seulement le jugement sur les eaux mais aussi celui sur soi. L'on se souhaite donc mutuellement un bon décret (judéo-araméen : פתקא טבא pitka tava ; yiddish : א גוטן קוויטל a gitn kvitel, « bon billet »).
Dans les communautés ashkénazes, divers usages (non-universellement observés) se rencontrent, comme l'emploi de l'air des Jours redoutables pour la récitation des pessoukei dezimra et la kedousha du moussaf ou la lecture des treize attributs de miséricorde en ouvrant l'arche sainte, revêtue de blanc comme l'estrade de lecture. 
Les congrégations séfarades ajoutent Hashem hou HaElohim lors des pessoukei dezimra, les treize attributs de miséricorde et d'autres passages austères. Certaines sonnent même du shofar lors des circambulations.
Il était par ailleurs d'usage dans le rite des Romaniotes de lire dans la prière des dix-huit bénédictions les additions des dix jours de pénitence ainsi que l'hymne Avinou Malkenou.

#### Les sept hoshaanot
Il est de coutume de sortir à Hoshanna Rabba sept (ou tous les) rouleaux de la Torah, de les placer sur l'estrade de lecture et de défiler sept fois autour d'eux avec le faisceau du loulav (c'est-à-dire les quatre espèces) en récitant sept supplications pour les pluies,. Selon la coutume communément admise, ces processions doivent se faire en contournant l'estrade par la droite.
L'ordre des hoshaanot pour les pluies ainsi que le rituel de récitation était déjà fixé au Moyen Âge. Il en existe trois rites principaux. 
Chaque procession commence chez les ashkénazes par l'exclamation ana H' hoshia'na (« de grâce, YHWH, secours ») proférée par l'officiant qui guide la procession, à laquelle les orants font suite par une pièce liturgique différente à chaque procession. Les hoshaanot se concluent par al arvei na'hal (« sur les branches de saule du fleuve ») et la fin des sept processions est ponctuée par l'exclamation kol mevasser, mevasser vèomer (« la voix du messager annonce et dit »), entonnée par les orants, reprise par l'officiant et répétée par les orants. 
Les yéménites suivent le rituel de Saadia Gaon qui ne contient pas de hoshaanot pour le chabbat.
Les séfarades suivent quant à eux un rite basé sur les interprétations kabbalistiques des hoshaanot : de même que chaque procession abattait une enceinte de Jéricho, chaque hoshaana a pour but d'abattre une muraille séparant les orants de Dieu. Le mérite des ancêtres est invoqué, en particulier celui des patriarches. Ainsi, la première hoshaana est reliée à Abraham, la seconde à Isaac, la troisième à Jacob, la quatrième à Moïse, la cinquième à Aaron, la sixième à Joseph (ou Phineas) et la septième à David.

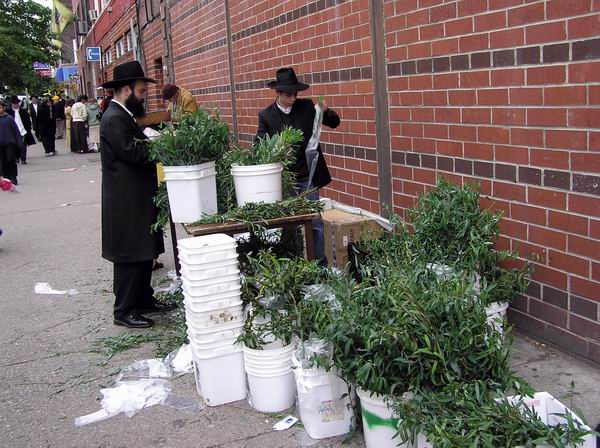
Vente de branches de saule au 770 Eastern Parkway, à la veille de la fête

#### La cérémonie des branches de saule
Après avoir effectué les hoshaanot, le faisceau est déposé pour qu'une procession spéciale soit faite avec des branches de saule (arava) ; celles-ci, idéalement au nombre de cinq, doivent avoir été cueillies la veille par un Juif (sauf si la veille est un chabbat) et répondre aux mêmes critères d'acceptabilité que la arava du faisceau du loulav. Il est interdit d'utiliser la arava du faisceau pour cette procession.
On balance ces branches de la même manière que le faisceau du loulav puis on les frappe au sol cinq fois ; il est recommandé de leur trouver ensuite un autre usage ou de les brûler dans le four où l'on cuit les matzot de Pessa'h plutôt que de les jeter, ces aravot ayant servi à l'accomplissement d'une prescription.

## Observance de Hoshanna Rabba dans les traditions non-rabbiniques
Hoshanna Rabba ne possédant pas de source biblique formellement établie, la fête est totalement ignorée par le karaïsme. Bien que les Samaritains partagent avec les Karaïtes le rejet des interprétations rabbiniques, il est de coutume chez eux d'effectuer sept circuits autour de la Colline Éternelle, où se tenait selon eux le Tabernacle. Toutefois, ces circumambulations ne sont pas réalisées lord du septième mais lors du premier jour de Souccot.

## Échos de la fête dans le christianisme
Les Évangiles évoquent une cérémonie fortement similaire à celle de Hoshanna Rabba lors de l'entrée de Jésus de Nazareth à Jérusalem. Alors qu'elle n'est pas datée dans les évangiles synoptiques, l'évangile de Jean en situe la date peu avant la Pâque. Elle est aujourd'hui commémorée par le cérémonial du dimanche des Rameaux. Cette célébration, où les fidèles font bénir des rameaux généralement en buis lors de processions, a lieu une semaine avant le dimanche de Pâques.
La théologie catholique relève le caractère messianique de cette fête, caractérisée par le Hosanna et par la présence des rameaux ou branchages, souvent de trois sortes dans une même église. Ces rameaux sont ensuite conservés à l'intérieur des maisons jusqu'à l'année suivante.
La première réaction des biblistes au XIXe siècle a été de conclure à une erreur des évangélistes mais d'autres explications ont été proposées : la cérémonie des hoshannot pourrait s'être généralisée à toute occasion joyeuse et avoir perdu son sens originel ou, comme le suggèrent Hyam Maccoby et d'autres, avoir été ultérieurement décalée dans le calendrier chrétien,.

## Sources
- Cet article contient des extraits de l'article « HOSHA'NA RABBAH » par Cyrus Adler & Lewis Naphtali Dembitz de la Jewish Encyclopedia de 1901–1906 dont le contenu se trouve dans le domaine public.
- (en) Hoshanna Rabba, un article de l’Encyclopedia Judaica, dans la Jewish Virtual Library
- (he) Hoshaanot, Hoshanna Rabba, un article de l'encyclopédie virtuelle Daat
- (he) Hoshanna Rabba, un article de l’Encyclopedia Talmudit, vol. 8, col. 528 (éd. numérisée, in Bar Ilan's Responsa Project, v. 1.17+, 2009)